# Arhiducesa Hedwig de Austria

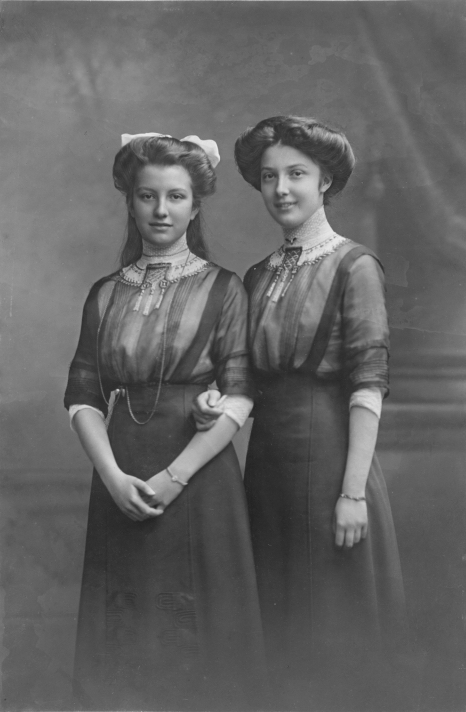
Hedwig și sora ei, Arhiducesa Elisabeta.

Arhiducesa Hedwig de Austria (24 septembrie 1896 – 1 noiembrie 1970) a fost fiica Arhiducelui Franz Salvator, Prinț de Toscana și a Arhiducesei Marie Valerie de Austria.

## Biografie
S-a născut la Bad Ischl, la 24 septembrie 1892 ca al patrulea copil și a doua fiică a Arhiducelui Franz Salvator, Prinț de Toscana și a Arhiducesei Marie Valerie de Austria. Tatăl ei era al doilea fiu al Arhiducelui Karl Salvator și a Prințesei Maria Immaculata de Bourbon-Două Sicilii. Mama ei era fiica cea mică a împăratului Franz Joseph al Austriei și a împărătesei Elisabeta. Botezul a avut loc câteva zile mai târziu în salonul mare de la Imperial Villa. 
Hedwig s-a căsătorit la 24 aprilie 1918, la castelul părinților ei, cu contele Bernharddef Stolberg-Stolberg (1881–1952), fiu al contelui Leopold of Stolberg-Stolberg. Ei au avut nouă copii. Hedwig a murit în 1970 la vârsta de 74 de ani, la  Hall, Tyrol.

### Copii
- Maria Elisabeta de Stolberg-Stolberg (n. 1919)
- Franz Josef de Stolberg-Stolberg (1920–1986)
- Friedrich Leopold de Stolberg-Stolberg (1921–2007)
- Bernhard Friedrich Hubertus de Stolberg-Stolberg (1922–1958)
- Therese Maria Valerie de Stolberg-Stolberg (1923–1982)
- Carl Franz de Stolberg-Stolberg (1925–2003)
- Ferdinand Maria Immaculata de Stolberg-Stolberg (1926–1998)
- Anna Regina Emanuela Maria de Stolberg-Stolberg (1927–2002)
- Magdalena Maria Mathilde de Stolberg-Stolberg (n. 1930)